# Ange-François Fariau de Saint-Ange
Ange-François Fariau de Saint-Ange (13. října 1747 Blois – 8. prosince 1810 Paříž) byl francouzský básník a překladatel.

## Život a kariéra
Fariau, syn králova rádce, studoval na jezuitské koleji v Blois, a později na koleji Sainte-Barbe v Paříži. Díky přímluvě barona Turgota se stal učitelem na pařížské škole v rue Saint-Antoine, kde vyučoval gramatiku a později psaní beletrie. Stal se známým díky svým překladům Ovidiových děl, zvláště Proměn. Fariau také psal vlastní ódy a básně. Roku 1810 byl přijat do Francouzské akademie.